# Bartosz Konitz
Bartosz Konitz (ur. 30 grudnia 1984 w Obornikach) – polski piłkarz ręczny, środkowy rozgrywający, od 2017 zawodnik niemieckiego VfL Eintracht Hagen.
Reprezentant Holandii (2003–2012), a następnie Polski (2015–2016). Uczestnik mistrzostw Europy w Polsce (2016).

## Kariera klubowa
Początkowo grał w holenderskim Red Rag Tachos Waalwijk. W sezonie 2003/2004 został wybrany najbardziej utalentowanym graczem w Holandii, a w 2005 zajął 3. miejsce w plebiscycie na najlepszego zawodnika kraju. W sezonie 2005/2006, w którym rozegrał 22 mecze i zdobył 181 goli, został królem strzelców Eredivisie. W sezonie 2005/2006 wystąpił również w dwóch spotkaniach 2. rundy Pucharu Zdobywców Pucharów, w których rzucił 15 bramek.
W latach 2006–2010 był zawodnikiem Vive Kielce, z którym zdobył dwa mistrzostwa Polski i dwa Puchary Polski. W ciągu czterech sezonów rozegrał w polskiej lidze w barwach Vive 110 meczów, w których rzucił 300 bramek. W sezonie 2009/2010 wystąpił ponadto w 12 spotkaniach Ligi Mistrzów, w których zdobył siedem goli. W maju 2010 przedłużył o rok kontrakt z Vive, jednak w sierpniu 2010 odszedł z klubu.
Od połowy września do końca grudnia 2010 był zawodnikiem TuS N-Lübbecke, w którego barwach rozegrał w Bundeslidze 14 meczów i zdobył sześć goli. Następnie przez półtora roku był zawodnikiem DHC Rheinland, w którym rozegrał 42 spotkania i rzucił 170 bramek. W latach 2012–2015 był zawodnikiem Pogoni Szczecin, w której rozegrał w Superlidze 81 meczów i zdobył 390 goli (był obok Wojciecha Zydronia najlepszym strzelcem szczecińskiego zespołu).
W 2015 przeszedł do Wisły Płock, z którą podpisał roczny kontrakt. W sezonie 2015/2016 rozegrał w Superlidze 15 meczów i zdobył 25 goli. Ponadto wystąpił w 10 spotkaniach Ligi Mistrzów, w których rzucił pięć bramek. W lutym 2016 na jednym z treningów odnowił się mu uraz barku, który uniemożliwił mu występy w kolejnych miesiącach. W 2016 powrócił do Pogoni Szczecin, w której w sezonie 2016/2017 rozegrał 29 meczów i zdobył 97 goli.
W 2017 przeszedł do VfL Eintracht Hagen, z którym podpisał dwuletni kontrakt. W sezonie 2017/2018 rozegrał w 2. Bundeslidze 35 meczów i zdobył 119 goli.

## Kariera reprezentacyjna
W reprezentacji Holandii zadebiutował 31 października 2003 w meczu z Danią. Po raz ostatni w holenderskich barwach wystąpił 14 stycznia 2012 w meczu z Estonią (29:28) w ramach kwalifikacji do mistrzostw świata w Hiszpanii (2013). Łącznie w latach 2003–2012 rozegrał w kadrze Holandii 71 spotkań i zdobył 213 goli.
W reprezentacji Polski zadebiutował 7 listopada 2015 w wygranym meczu z Rosją (27:21), w którym zdobył jednego gola. W grudniu 2015 uczestniczył w turnieju towarzyskim Christmas Cup we Wrocławiu, a w styczniu 2016 w turnieju towarzyskim w hiszpańskim Irun. Również w styczniu 2016 wystąpił w mistrzostwach Europy w Polsce, podczas których rozegrał siedem meczów i rzucił siedem goli. Rozegrane 29 stycznia 2016 podczas ME spotkanie ze Szwecją (26:24), w którym zdobył pięć goli, było jego ostatnim występem w narodowych barwach.

## Życie prywatne
Syn szczypiornisty Piotra Konitza, w latach 80. zawodnika Grunwaldu Poznań i Pogoni Zabrze oraz reprezentanta Polski. W wieku czterech lat wyjechał z rodzicami do Holandii. Żonaty z Kristin Konitz (z domu Vendeloo), która uprawiała piłkę ręczną w KSS-ie Kielce.

## Sukcesy
Vive Kielce
- Mistrzostwo Polski: 2008/2009, 2009/2010
- Puchar Polski: 2008/2009, 2009/2010

Indywidualne
- Król strzelców Eredivisie: 2005/2006 (181 bramek; Red Rag Tachos Waalwijk)[4]